# Thiago Silva
Thiago Silva, właśc. Thiago Emiliano da Silva (ur. 22 września 1984 w Rio de Janeiro) – brazylijski piłkarz, występujący na pozycji środkowego obrońcy w brazylijskim klubie Fluminense . W latach 2008–2022 wielokrotny reprezentant Brazylii, a w latach 2018-2022 kapitan drużyny. 
Złoty medalista Copa América 2019 i Pucharu Konfederacji 2013, srebrny medalista Copa América 2021 oraz Igrzysk Olimpijskich 2012. Brązowy medalista Igrzysk Olimpijskich 2008. Uczestnik Mistrzostw Świata 2010, 2014, 2018 i 2022, a także Copa América 2011 i 2015. 

## Kariera klubowa
Jako dziecko Thiago Silva uczył się grać w piłkę nożną w klubie Fluminense FC, ale nigdy nie podpisał z nimi profesjonalnego kontraktu. Występował on na pozycjach skrzydłowych. RS Futebol zaoferował mu kontrakt, który zgodził się podpisać. Został tam bardzo szybko zauważony przez EC Juventude, gdzie po zakontraktowaniu zmienił pozycję ze skrzydłowego na środkowego obrońcę. Po bardzo udanym sezonie spędzonym w EC Juventude został zauważony przez wiele europejskich klubów. Postanowił przenieść się do FC Porto. W nowym klubie nie wystąpił w żadnym oficjalnym meczu, co było powodem przenosin do Dinama Moskwa. Po wielu chorobach i kontuzjach zawodnik postanowił wrócić do klubu, w którym uczył się grać w piłkę.
W Fluminense FC odzyskał dobrą formę i skończyły się jego problemy ze zdrowiem. Fluminense FC skończyło sezon na piętnastym miejscu, a w następnym sezonie z pomocą Thiago Silvy udało się im skończyć rozgrywki na czwartym miejscu.
W grudniu 2008 Thiago Silva podpisał kontrakt z AC Milan. Cena transferu wyniosła 10 milionów euro. Zawodnik oficjalnie został zarejestrowany jako gracz AC Milan w lipcu 2009.
W nowym klubie zadebiutował 21 stycznia 2009 w towarzyskim meczu z Hannover 96. Jego debiutem w oficjalnym meczu było wygrane 2:1 towarzyskie spotkanie z AC Siena.
Po dołączeniu do AC Milan Thiago Silva zbierał same bardzo dobre recenzje, głównie za grę do przodu. Stworzył on po zakończeniu kariery przez Paolo Maldiniego duet z Alessandro Nestą najlepszych środkowych obrońców w Serie A. Został on uznany najlepszym obrońcą w Serie A. 8 listopada 2009 zdobył swojego pierwszego gola w nowym klubie w meczu z S.S. Lazio. 13 września 2011 w ostatniej minucie zdobył gola dającego AC Milan remis z FC Barcelona na Camp Nou w ramach fazy grupowej Ligi Mistrzów UEFA.
17 maja 2011 AC Milan ogłosił przedłużenie kontraktu z Thiago Silvą do 30 czerwca 2016. 14 lipca 2012 przeniósł się do Paris Saint-Germain za 42 miliony euro. Z Paris Saint-Germain zdobył sześć mistrzostw Ligue 1.
28 sierpnia 2020 został ogłoszony zawodnikiem Chelsea. 

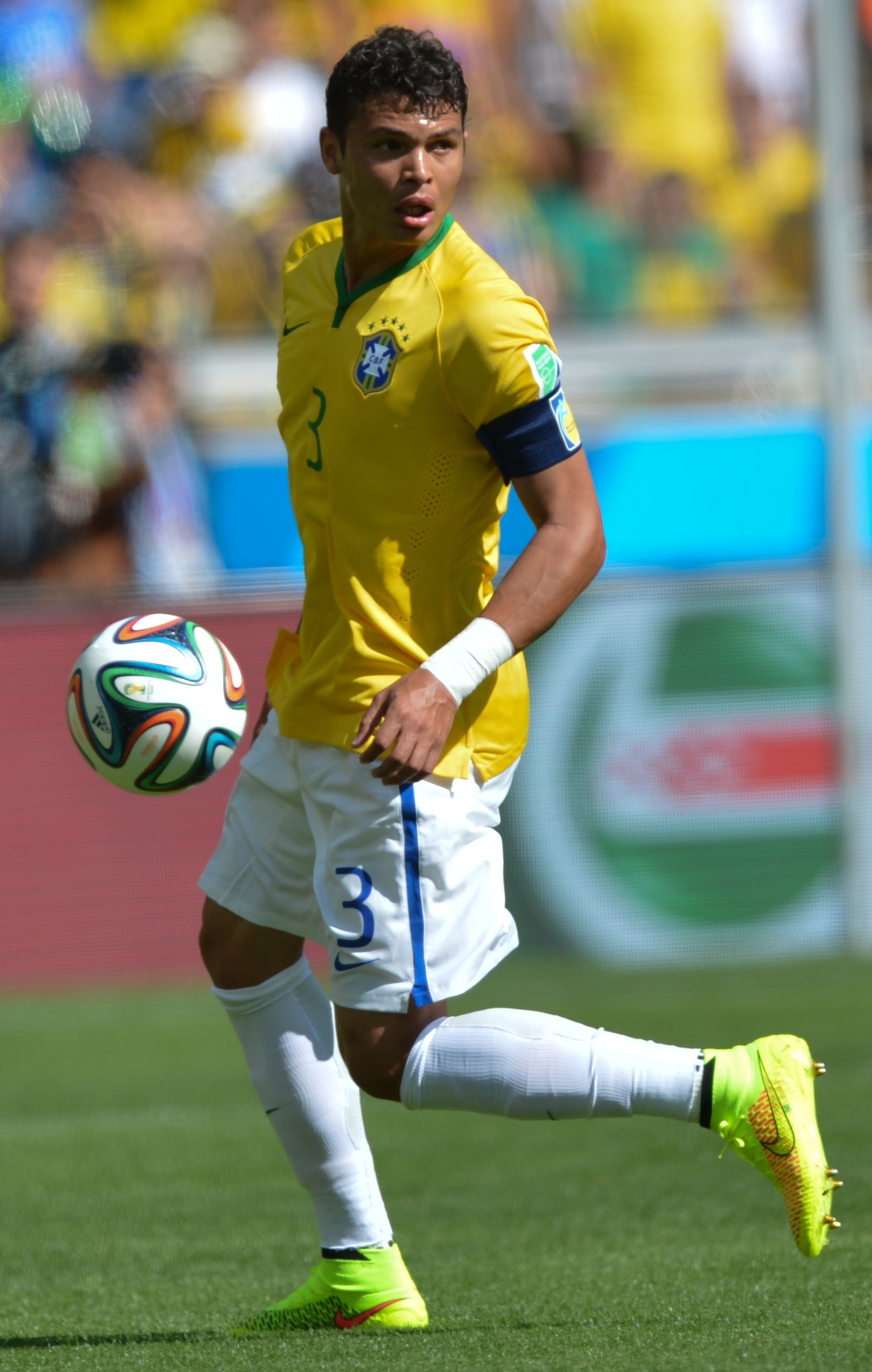
Thiago Silva na Mistrzostwach Świata 2014 w Brazylii

## Kariera reprezentacyjna
W 2008 został powołany do kadry olimpijskiej prowadzonej przez Carlosa Dungę na XXIX Letnie Igrzyska Olimpijskie w Pekinie, gdzie razem z reprezentacją Brazylii zdobył brązowy medal. W 2013 został powołany do kadry przez Felipe Scolariego na Puchar Konfederacji w Brazylii, gdzie razem ze swoją reprezentacją zajął 1. miejsce pokonując w finale Hiszpanię (3:0). W 2014 został powołany do kadry prowadzonej przez Felipe Scolariego na Mistrzostwa Świata w Brazylii, gdzie razem z reprezentacją Brazylii zajął 4. miejsce ulegając w półfinale z Niemcami (1:7) i w meczu o 3. miejsce z Holendrami (0:3).

## Statystyki

### Klubowe
(aktualne na dzień 18 grudnia 2022)
| Sezon   | Klub                     | Kraj       | Rozgrywki      | Mecze | Bramki | Rozgrywki Międzynarodowe | Mecze | Bramki |
| ------- | ------------------------ | ---------- | -------------- | ----- | ------ | ------------------------ | ----- | ------ |
| 2003    | EC Juventude             | Brazylia   | Serie A        | 28    | 3      | −                        | −     | −      |
| 2003/04 | FC Porto                 | Portugalia | Liga Sagres    | 0     | 0      | −                        | −     | −      |
| 2004/05 | FC Porto                 | Portugalia | Liga Sagres    | 0     | 0      | −                        | −     | −      |
| 2005    | Dinamo Moskwa            | Rosja      | Priemjer-Liga  | 0     | 0      | −                        | −     | −      |
| 2006    | Fluminense FC            | Brazylia   | Serie A        | 31    | 0      | −                        | 4     | 0      |
| 2007    | Fluminense FC            | Brazylia   | Serie A        | 30    | 5      | −                        | −     | −      |
| 2008    | Fluminense FC            | Brazylia   | Serie A        | 20    | 1      | Copa Libertadores        | 12    | 2      |
| 2009/10 | A.C. Milan               | Włochy     | Serie A        | 33    | 2      | Liga Mistrzów UEFA       | 7     | 0      |
| 2010/11 | A.C. Milan               | Włochy     | Serie A        | 33    | 1      | Liga Mistrzów UEFA       | 6     | 0      |
| 2011/12 | A.C. Milan               | Włochy     | Serie A        | 27    | 2      | Liga Mistrzów UEFA       | 7     | 1      |
| 2012/13 | Paris Saint-Germain F.C. | Francja    | Ligue 1        | 22    | 0      | Liga Mistrzów UEFA       | 9     | 2      |
| 2013/14 | Paris Saint-Germain F.C. | Francja    | Ligue 1        | 28    | 3      | Liga Mistrzów UEFA       | 7     | 0      |
| 2014/15 | Paris Saint-Germain F.C. | Francja    | Ligue 1        | 26    | 1      | Liga Mistrzów UEFA       | 6     | 1      |
| 2015/16 | Paris Saint-Germain F.C. | Francja    | Ligue 1        | 30    | 1      | Liga Mistrzów UEFA       | 9     | 0      |
| 2016/17 | Paris Saint-Germain F.C. | Francja    | Ligue 1        | 27    | 3      | Liga Mistrzów UEFA       | 7     | 0      |
| 2017/18 | Paris Saint-Germain F.C. | Francja    | Ligue 1        | 25    | 1      | Liga Mistrzów UEFA       | 6     | 0      |
| 2018/19 | Paris Saint-Germain F.C. | Francja    | Ligue 1        | 25    | 0      | Liga Mistrzów UEFA       | 7     | 0      |
| 2019/20 | Paris Saint-Germain F.C. | Francja    | Ligue 1        | 16    | 0      | Liga Mistrzów UEFA       | 5     | 0      |
| 2020/21 | Chelsea F.C.             | Anglia     | Premier League | 23    | 2      | Liga Mistrzów UEFA       | 8     | 0      |
| 2021/22 | Chelsea F.C.             | Anglia     | Premier League | 32    | 3      | Liga Mistrzów UEFA       | 9     | 0      |
| 2022/23 | Chelsea F.C.             | Anglia     | Premier League | 12    | 0      | Liga Mistrzów UEFA       | 5     | 0      |

## Sukcesy

### Fluminense
- Puchar Brazylii: 2007

### AC Milan
- Mistrzostwo Włoch: 2010/2011
- Superpuchar Włoch: 2011

### Paris Saint-Germain
- Mistrzostwo Francji: 2012/2013, 2013/2014, 2014/2015, 2015/2016, 2017/2018, 2018/2019
- Puchar Francji: 2014/2015, 2015/2016, 2016/2017, 2017/2018
- Puchar Ligi Francuskiej: 2013/2014, 2014/2015, 2015/2016, 2016/2017, 2017/2018
- Superpuchar Francji: 2013, 2015, 2017, 2018, 2019

### Chelsea
- Liga Mistrzów UEFA: 2020/2021
- Superpuchar Europy UEFA: 2021
- Klubowe mistrzostwo świata: 2021

### Reprezentacyjne
- Copa América: 2019
- Puchar Konfederacji: 2013
- Wicemistrz Igrzysk Olimpijskich: 2012
- 3. miejsce na Igrzyskach Olimpijskich: 2008

### Wyróżnienia
- Najlepszy gracz roku według kibiców Campeonato Brasileiro Série A: 2008
- Drużyna roku Campeonato Brasileiro Série A: 2008
- Drużyna roku CONMEBOL: 2008
- Samba Gold: 2011, 2012, 2013
- Drużyna roku Serie A: 2010/2011, 2011/2012
- Drużyna roku Ligue 1: 2012/2013, 2013/2014, 2014/2015, 2015/2016, 2016/2017, 2017/2018, 2018/2019
- Drużyna Roku UEFA: 2011, 2012, 2013
- Drużyna roku FIFPro: 2013, 2014, 2015
- Drużyna gwiazd Pucharu Konfederacji: 2013
- Drużyna gwiazd Mistrzostw świata: 2014
- Drużyna marzeń Mistrzostw świata: 2014
- Drużyna sezonu Ligi Mistrzów UEFA: 2015/2016
- Drużyna marzeń Mistrzostw świata: 2018
- Drużyna turnieju Copa América: 2019